# Maria de Xipre
Maria de Xipre o Maria de Lusignan (Nicòsia, Xipre 1273 a 1279 - Tortosa 1322), princesa de Xipre i reina consort de la Corona d'Aragó (1315-1322).

## Orígens familiars
Filla del rei de Xipre Hug III Lusignan i Isabel d'Ibelin. Era neta per línia paterna d'Enric de Poitiers i de la princesa de Xipre Isabel de Lusignan, i per línia materna de Guiu d'Ibelin i de Felipa de Berlais.
Fou germana del rei de Xipre Enric II de Lusignan i també del senescal de Xipre Felip d'Ibelin.

## Núpcies i descendents

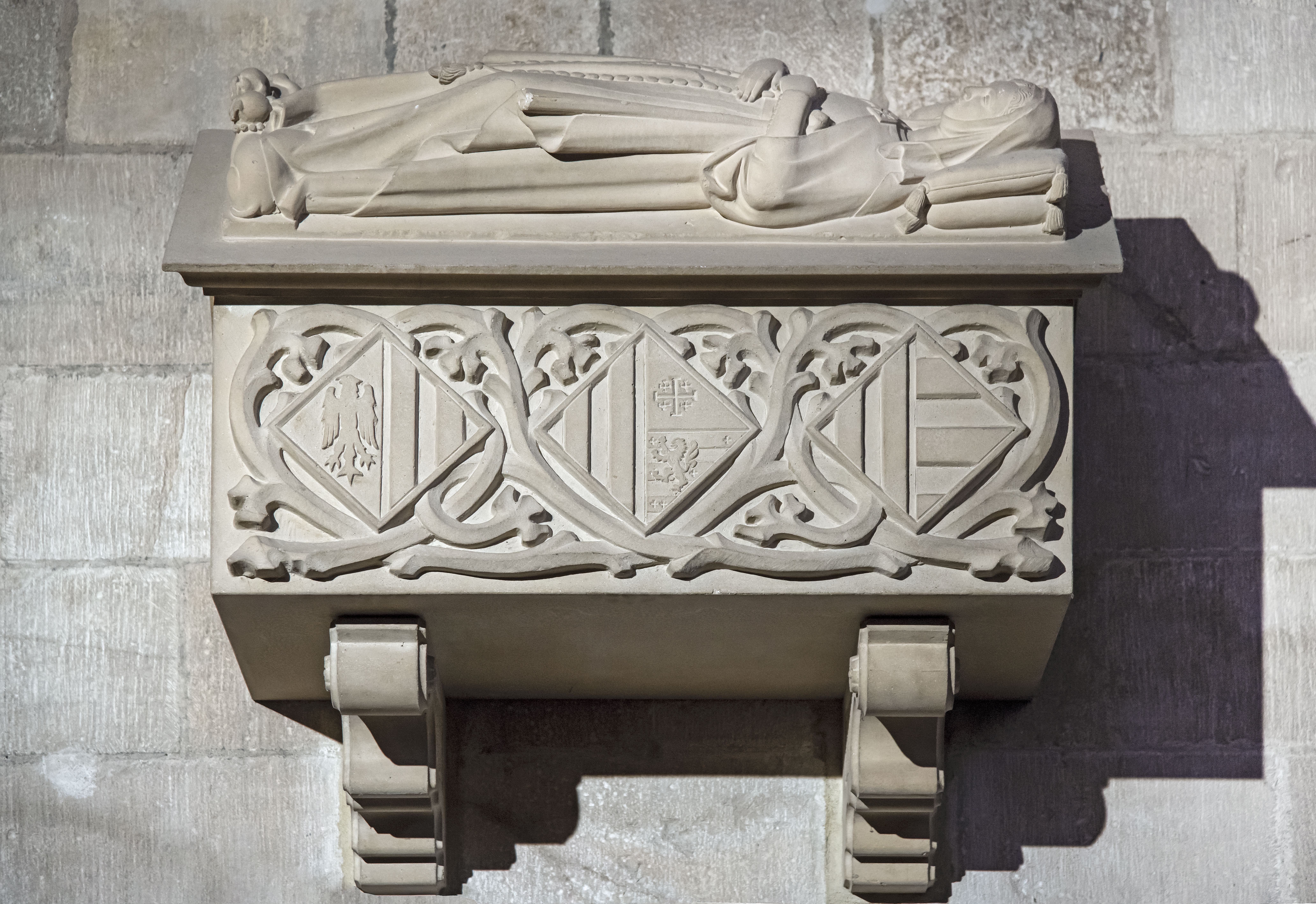
La seva tomba.

Armes de Maria de Xipre

El 15 de juny de 1315 es casà per poders a la Catedral de Santa Sofia de Nicòsia, Xipre, i a mitjans de desembre del mateix any en persona a la Catedral de Girona amb el comte-rei Jaume II el Just, convertint-se en la seva tercera muller. Jaume la trobà massa gran i tampoc aconseguiren tenir fills, per la qual cosa el rei pensava repudiar-la, però Maria va morir a Barcelona el 1322, abans que es produís la separació. Abans, havia emmalaltit greument el 1318 i el 1319, arribant a fer testament a Tortosa el mes d'abril de 1319.
Va ser enterrada al convent de Framenors de Barcelona. Quan el convent va ser enderrocat el 1837, les seves restes varen ser traslladades a la catedral de Barcelona, on es troben actualment.
Posteriorment, el rei Jaume es va casar amb Elisenda de Montcada.